# Hrabstwo Chippewa (Wisconsin)
Hrabstwo Chippewa (ang. Chippewa County) – hrabstwo w stanie Wisconsin w Stanach Zjednoczonych.
Obszar całkowity hrabstwa obejmuje powierzchnię 1041,32 mil² (2697 km²). Według szacunków United States Census Bureau w roku 2009 miało 60 609 mieszkańców. Jego siedzibą administracyjną jest Chippewa Falls.
Hrabstwo zostało utworzone z hrabstwa Crawford w 1845.
Na obszarze hrabstwa znajdują się rzeki Chippewa, Fisher, Yellow, Wolf oraz 449 jezior.

## Miasta
- Anson
- Arthur
- Auburn
- Birch Creek
- Bloomer – city
- Bloomer – town
- Chippewa Falls
- Cleveland
- Colburn
- Cooks Valley
- Cornell
- Delmar
- Eagle Point
- Edson
- Estella
- Goetz
- Hallie
- Howard
- Lafayette
- Lake Holcombe
- Ruby
- Sampson
- Sigel
- Tilden
- Wheaton
- Woodmohr

## Wioski
- Boyd
- Cadott
- Lake Hallie

## CDP
- Holcombe
- Jim Falls
- Lake Wissota